# Vespadelus pumilus
Vespadelus pumilus is een vleermuis uit het geslacht Vespadelus die voorkomt in oostelijk Australië, van het Atherton Tableland (Queensland) in het noorden tot Newcastle (New South Wales) in het zuiden, en ook op het Lord Howe-eiland. Het is een vrij zeldzame soort, die voorkomt in nat bos en slaapt in holle bomen. De soorten V. caurinus, V. darlingtoni, V. finlaysoni en V. troughtoni worden soms ook tot V. pumilus gerekend.
Deze soort heeft een lange, dichte, donkerbruine vacht en donkerbruine tot zwarte huid. De kop-romplengte bedraagt 35 tot 44 mm, de staartlengte 28 tot 34 mm, de voorarmlengte 28,1 tot 32,9 mm, de oorlengte 9 tot 12 mm en het gewicht 3 tot 6 g.